# Claus Cassens
Claus Cassens (* 27. Juli 1945 in Dresden) ist ein ehemaliger deutscher Badmintonspieler.

## Karriere
Claus Cassens begann seine Karriere bei der SG Gittersee in Dresden. Während seines Wehrdienstes 1972/1973 spielte er bei Fortschritt Tröbitz und errang in dieser Zeit mit Silber bei den DDR-Mannschaftsmeisterschaften seinen ersten großen sportlichen Erfolg. Der Plan der Tröbitzer Verantwortlichen, ihn für ein weiteres Engagement in der Lausitz zu verpflichten, sollte sich jedoch als Fehlkalkulation erweisen. Cassens ging nach dem Ende seines Dienstes zurück nach Dresden und nahm von den Niederlausitzern deren Star Monika Thiere als Ehefrau mit nach Sachsen. Im gemeinsamen Mixed mit Monika erkämpfte er sich 1974 auch seinen einzigen DDR-Meistertitel. Zwei Jahre später wurden beide zum neuen Leistungszentrum HSG Lok HfV Dresden delegiert.

## Sportliche Erfolge
| Saison    | Veranstaltung                | Disziplin    | Platz | Name |
| --------- | ---------------------------- | ------------ | ----- | --- |
| 1972/1973 | DDR-Mannschaftsmeisterschaft | Mannschaft   | 2     | Fortschritt Tröbitz (Gottfried Seemann, Gerhard Riese, Joachim Schimpke, Claus Cassens, Klaus-Peter Färber, Roland Riese, Klaus Katzor, Monika Thiere, Angelika Seifert, Rita Gerschner) |
| 1973/1974 | DDR-Meisterschaft            | Mixed        | 1     | Claus Cassens / Monika Thiere (SG Gittersee) |
| 1974/1975 | DDR-Meisterschaft            | Mixed        | 2     | Claus Cassens / Monika Cassens (SG Gittersee) |
| 1975/1976 | DDR-Meisterschaft            | Mixed        | 2     | Claus Cassens / Monika Cassens (SG Gittersee) |
| 1975/1976 | DDR-Mannschaftsmeisterschaft | Mannschaft   | 3     | SG Gittersee (Claus Cassens, Peter Uhlig, Klaus Renner, Dieter Krompaß, Bernd Behrens, Jutta Behrens, Monika Cassens, Angelika Neubert)                                                  |
| 1976/1977 | DDR-Mannschaftsmeisterschaft | Mannschaft   | 3     | SG Gittersee (Claus Cassens, Dieter Krompaß, Joachim Völker, Lutz Krompaß, Steffen Körbitz, Monika Cassens, Angelika Neubert)                                                            |
| 1976/1977 | DDR-Meisterschaft            | Mixed        | 2     | Claus Cassens / Monika Cassens (HSG Lok HfV Dresden) |
| 1979/1980 | DDR-Mannschaftsmeisterschaft | Mannschaft   | 3     | HSG Lok HfV Dresden (Claus Cassens, Dieter Krompaß, Joachim Völker, Lutz Krompaß, Andreas Benz, Steffen Körbitz, Hans Sossna, Monika Cassens, Angelika Neubert, Dagmar Friedrich)        |
| 1980/1981 | DDR-Mannschaftsmeisterschaft | Mannschaft   | 2     | HSG Lok HfV Dresden (Andreas Benz, Steffen Körbitz, Dieter Krompaß, Hans Sossna, Joachim Völker, Claus Cassens, Monika Cassens, Angelika Neubert, Dagmar Friedrich)                      |
| 1981/1982 | DDR-Mannschaftsmeisterschaft | Mannschaft   | 2     | HSG Lok HfV Dresden (Andreas Benz, Claus Cassens, Joachim Völker, Steffen Körbitz, Dieter Krompaß, Dagmar Friedrich, Monika Cassens)                                                     |
| 1982/1983 | DDR-Mannschaftsmeisterschaft | Mannschaft   | 2     | HSG Lok HfV Dresden (Andreas Benz, Claus Cassens, Joachim Völker, Steffen Körbitz, Michael Huber, Dieter Krompaß, Hans Sossna, Monika Cassens, Dagmar Friedrich)                         |
| 1982/1983 | DDR-Meisterschaft            | Herrendoppel | 3     | Joachim Völker / Claus Cassens (HSG Lok HfV Dresden) |
| 1983/1984 | DDR-Mannschaftsmeisterschaft | Mannschaft   | 2     | HSG Lok HfV Dresden (Andreas Benz, Steffen Körbitz, Hans Sossna, Joachim Völker, Claus Cassens, Dieter Krompaß, Sven Hauswald, Monika Cassens, Birgit Harder, Monika Geier)              |
| 1984/1985 | DDR-Mannschaftsmeisterschaft | Mannschaft   | 2     | HSG Lok HfV Dresden (Andreas Benz, Michael Huber, Claus Cassens, Joachim Völker, Monika Cassens, Dagmar Friedrich)                                                                       |
| 1985/1986 | DDR-Mannschaftsmeisterschaft | Mannschaft   | 3     | HSG Lok HfV Dresden (Andreas Benz, Michael Huber, Joachim Völker, Claus Cassens, Steffen Körbitz, Monika Cassens, Monika Geier)                                                          |
| 1986/1987 | DDR-Mannschaftsmeisterschaft | Mannschaft   | 2     | HSG Lok HfV Dresden (Andreas Benz, Michael Huber, Joachim Völker, Claus Cassens, Steffen Körbitz, Monika Cassens, Birgit Harder)                                                         |
| 1987/1988 | DDR-Mannschaftsmeisterschaft | Mannschaft   | 2     | HSG Lok HfV Dresden (Andreas Benz, Monika Cassens, Joachim Völker, Michael Huber, Steffen Körbitz, Claus Cassens, Birgit Harder)                                                         |